# Epidi
Gli Epidi erano una tribù celtica della Britannia che viveva nelle regioni di Argyll e Kintyre e nelle isole di Islay e Jura (Scozia). Gli Epidi (in greco Επίδιοι) sono menzionati nella Geografia di Claudio Tolomeo. Secondo recenti studi, avrebbero parlato una lingua goidelica e non una britannica. Il loro territorio avrebbe in seguito fatto parte del regno di Dál Riata. Tolomeo non menziona nessuna loro città, ma la Cosmografia ravennate menziona Rauatonium, identificata in Southend, Kintyre.